# Plan Grande, Veracruz
Plan Grande är en ort i Mexiko.   Den ligger i kommunen Zacualpan och delstaten Veracruz, i den sydöstra delen av landet, 150 km nordost om huvudstaden Mexico City. Plan Grande ligger 1 552 meter över havet och antalet invånare är 128.
Terrängen runt Plan Grande är kuperad åt nordväst, men åt sydost är den bergig. Runt Plan Grande är det ganska tätbefolkat, med 52 invånare per kvadratkilometer. Närmaste större samhälle är San Bartolo Tutotepec, 14,7 km sydost om Plan Grande. I omgivningarna runt Plan Grande växer i huvudsak städsegrön lövskog.